# Иган, Шон
Шон Иган (англ. Sean Egan; род. 5 апреля 1982, Нью-Йорк) — программист, известный как разработчик программ мгновенного обмена сообщениями.
Окончил институт в Минеоле.
Шон Иган — ведущий разработчик проекта Pidgin, популярной программы мгновенного обмена сообщениями. В сентябре 2005 года его наняла компания Google в команду разработчиков Google Talk. Как руководитель проекта libjingle, Шон Иган направил усилия на обеспечение совместимости голосовых функций в клиентах, основанных на протоколе XMPP.
Шон Иган сейчас проживает в Сиэтле и наслаждается игрой на укулеле.

## Опубликованные работы
- Egan, Sean M. Open Source Messaging Application Development: Building and Extending Gaim, Berkeley, CA: Apress, 2005. ISBN 1-59059-467-3.

### Пресса
- Elinor Mills (27 февраля 2006). Who's who of Google hires. CNET News. Архивировано 20 января 2013.
- Stuart Henshall (30 января 2006). Sean Egan ETel. Skype Journal.
- Eugenia Loli-Queru (12 ноября 2005). Sean Egan on Gaim's Future. OSNews.
- Ben Charny (17 октября 2005). Google's Got Gaim. eWeek.
- Matthew Herper (16 июля 2002). Better Instant Messaging Through Linux. Forbes. Архивировано 8 декабря 2012.